# جوستيني دافور الكبير
غوستيني دافور الكبير (بالروسية: Большой Гостиный двор) هو مركز تسوق تاريخي يقع في سانت بطرسبرغ، روسيا. يُعتبر أحد أقدم وأكبر المجمعات التجارية في المدينة، ويشغل مساحة واسعة في مركز المدينة التاريخي، عند تقاطع نيفسكي بروسبكت مع عدد من الشوارع الأخرى مثل شارع بيرفايا، وشارع فوزنيسينسكي، وشارع سادوفايا.

## التاريخ
تم اقتراح تصميم غوستيني دافور الكبير لأول مرة في خمسينيات القرن الثامن عشر، وكُلّف المهندس المعماري بارتولوميو راستريللي بتصميمه. غير أن خططه الباروكية اعتُبرت مكلفة ومعقدة للغاية، فتم استبداله بالمهندس المعماري الروسي جان بابتيست فالين دي لا موت، الذي اقترح تصميمًا أكثر تقشفًا على طراز الكلاسيكية الجديدة، وقد بدأ البناء عام 1757.
بحلول أواخر القرن الثامن عشر، كان غوستيني دافور قد اكتمل تقريبًا، وكان يضم أكثر من 100 متجر. مع مرور الزمن، تم توسيع المبنى وتجديده عدة مرات، لكنه حافظ على طابعه التاريخي، ولا يزال يُستخدم كمركز تسوق حتى يومنا هذا.

## التصميم
يمتد المبنى على مساحة تزيد عن 53,000 متر مربع، ويتكون من ممرات طويلة تصطف فيها المتاجر، بالإضافة إلى ساحات داخلية ومساحات مخصصة للعرض. يتميز المبنى بأقواسه الممتدة على الواجهة وبسقوفه المقببة، مما يمنحه مظهرًا كلاسيكيًا فريدًا.

## في الثقافة
ظهر غوستيني دافور الكبير في عدد من الأعمال الأدبية والفنية التي تناولت حياة سانت بطرسبرغ، ويُعتبر أحد الرموز المعمارية البارزة في المدينة.